# Association canadienne des moniteurs de surf des neiges
Pour les articles homonymes, voir ACMS.
L'Association canadienne des moniteurs de surf des neiges (ACMS), ou Canadian Association of Snowboard Instructors (CASI) en anglais, est un organisme canadien d'enseignement de snowboard fondé en 1994 qui regroupe une dizaine de milliers de professionnels. L'objectif principal de l'ACMS est d'entraîner et de certifier des moniteurs de snowboard afin d'assurer un enseignement sécuritaire et efficace à l'échelle nationale. Alors qu'il existe six divisions d'une côte à l'autre du Canada, le quartier général de l'organisme est situé à Cambridge, en Ontario.

## Histoire
L'ACMS a été fondée en 1994, trois années avant la fondation de son homologue américain, American Association of Snowboard Instructors, qui a été créé en 1997. Par conséquent, l'ACMS est l'organisme d'enseignement du snowboard le plus ancien en Amérique du Nord.

## Certifications
L'ACMS décerne quatre niveaux de certification pour l'enseignement et la pratique technique du snowboard, en plus de deux niveaux consacrés à l'enseignement de la planche à neige dans un contexte de parc à neige et quatre niveaux supplémentaires pour les formateurs qui détiennent une certification de niveau 3 ou 4.
Le premier niveau, niveau 1, représente la formation de base pour enseigner le snowboard au Canada. Il est requis pour accéder aux stages des niveaux supérieurs en enseignement général du snowboard ou en enseignement spécialisé, notamment pour les manœuvres en parc en neige. Cette formation s'adresse à tout planchiste intermédiaire désireux d'acquérir les notions fondamentales pour enseigner de façon sécuritaire le snowboard chez les planchistes débutants à intermédiaires.
Plusieurs centres de ski offrent également un programme de formation d'apprentis moniteurs. Bien qu'ils ne sont pas formellement reconnus dans l'industrie du ski, ces programmes ont comme but de mieux préparer les candidats pour la formation initiale de niveau 1 de l'ACMS.
Lorsqu'un instructeur détient une certification avancée de niveau 3 ou 4, il devient éligible aux cours de formateurs pour diriger les formations et certifications de l'ACMS.

## Organisation
L'ACMS est organisée en six régions canadiennes, notamment la région de la Colombie-Britannique, celle de l'Alberta, une région regroupant la Saskatchewan et le Manitoba, la région de l'Ontario, celle du Québec et une région regroupant les provinces de l'Atlantique.
Il existe également un comité technique qui révise le contenu des cours ainsi que les principes techniques du snowboard.
De nombreux partenariats existent avec d'autres organismes dans l'industrie du ski, notamment l'Alliance des moniteurs de ski du Canada.